# Nobiin
 (avril 2021).
Si vous disposez d'ouvrages ou d'articles de référence ou si vous connaissez des sites web de qualité traitant du thème abordé ici, merci de compléter l'article en donnant les références utiles à sa vérifiabilité et en les liant à la section « Notes et références ».
Le nobiin ou nubien est une langue nubienne parlée le long du Nil au sud de l'Égypte et au nord du Soudan par environ 495 000 personnes.
Le nobiin descend directement de l'ancien nubien, une langue parlée, écrite jusqu'au XVe siècle. Les locuteurs du Nobiin sont aujourd'hui tous bilingues et parlent couramment l'arabe.
Le nobiin est une langue tonale, les tons sont notés en écriture latine avec les accents, possède des voyelles discriminantes et des consonnes de différentes longueurs. Les mots peuvent subir une élision ou une assimilation dans différentes directions. Les verbes peuvent être placés en série. Le type de la langue est SOV.

## Écriture
Le nobiin n’a pas d’alphabet ou d’orthographe standardisés. Plusieurs groupes et auteurs ont créé des orthographes, utilisant l’écriture latine, l’écriture arabe ou l’écriture copte.

### Alphabets basés sur l’alphabet ancien nubien

#### Alphabet nobiin de Mokhtar Khalil Kabbara
Dans son dictionnaire noobin publié en allemand en 1996 et dans un abécédaire publié en 1997, Mokhtar M. Khalil Kabbara utilise un alphabet basé sur l’alphabet de l’ancien nubien.
| Lettres | ⲁ   | ⲅ   | ⲇ   | ⲉ   | ⲍ   | ⲏ          | ⲓ   | ⲓ̈   | ⲕ   | ⲗ   | ⲙ   | ⲛ   | ⲟ   | ⲟⲩ        | ⲡ        | ⲣ   | ⲥ   | ⲧ   | ⲫ   | ⲭ   | ⲱ         | ϣ   | ϩ        | ⳝ   | ⳟ   | ⳡ   |
| Sons    | /a/ | /ɡ/ | /d/ | /e/ | /z/ | /iː/, /eː/ | /i/ | /j/ | /k/ | /l/ | /m/ | /n/ | /o/ | /u/, /uː/ | /b/, /p/ | /r/ | /s/ | /t/ | /f/ | /x/ | /w/, /oː/ | /ʃ/ | /h/, /ɣ/ | /ɟ/ | /ŋ/ | /ɲ/ |

Certaines voyelles longues sont indiquées à l’aide du macron sur la lettre ‹ ⲁ̄, ⲉ̄, ⲓ̄, ⲟ̄ ›. L’accent aigu est sur les voyelles portant l’accent tonique. Le trait d’union sépare les préfixes, infixes ou suffixes, les particules ou les pronoms.

#### Alphabet nobiin de la Société de la langue nubienne
La Société de la langue nubienne (Nubian Language Society en anglais), inspirée par les travaux du docteur Kabbara, a développé un orthographe utilisant un alphabet phonémique appelée ⲛⲟⲡⲓ̄ⲛ ⲁⲅⲓ̄ (nobiin agii) basé sur l’alphabet de l’ancien nubien onciale. Dans cette orthographe utilisant uniquement une casse, le macron est utilisé sur la voyelle pour indiquer que celle-ci est une voyelle longue. 
| Lettres | ⲁ   | ⲉ   | ⲓ   | ⲟ   | ⲟⲩ  | ⲁ̄    | ⲉ̄    | ⲓ̄    | ⲟ̄    | ⲟ͞ⲩ   |
| Sons    | /a/ | /e/ | /i/ | /o/ | /u/ | /aː/ | /eː/ | /iː/ | /oː/ | /uː/ |

| Lettres | ⲡ   | ϭ   | ⲇ   | ⲫ   | ⲅ   | ϩ   | ⳝ   | ⲕ   | ⲗ   | ⲙ   | ⲛ   | ⳟ   | ⳡ   | ⲣ   | ⲥ   | ϣ   | ⲧ   | ⳣ   | ⲓ̈   |
| Sons    | /b/ | /c/ | /d/ | /f/ | /ɡ/ | /h/ | /ʒ/ | /k/ | /l/ | /m/ | /n/ | /ŋ/ | /ɲ/ | /r/ | /s/ | /ʃ/ | /t/ | /w/ | /j/ |

## Phonétique

### Voyelles
Le nobiin possède 5 voyelles, qui peuvent être courtes ou longues. On doublera les voyelles longues dans la transcription. Cependant, de nombreux noms ne tiennent pas compte de la longueur de la voyelle (bálé / báléé « fête », ííg / íg « feu », shártí / sháártí « lance »...). 
| Werner 1987 | Antérieur  | Central    | Postérieur |
| ----------- | ---------- | ---------- | ---------- |
| Fermé       | [i] • [i:] |            | [u] • [u:] |
| Mi-fermé    | [e] • [e:] |            | [o] • [o:] |
| Ouvert      |            | [a] • [a:] |            |

### Consonnes
| Werner 1987   | bilabiale | labio- dentale | alveolaire | palatal     | velaire   | glottale |
| ------------- | --------- | -------------- | ---------- | ----------- | --------- | -------- |
| plosives      | [p] • [b] |                | [t] • [d]  |             | [k] • [g] |          |
| fricatives    |           | [f]            |            | [ç]         |           | [h]      |
| affriquées    |           |                |            | [cç] • [ɟʝ] |           |          |
| nasales       | [m]       |                | [n]        | [ɲ]         | [ŋ]       |          |
| roulées       |           |                | [r]        |             |           |          |
| approximantes | [w]       |                | [l]        | [j]         |           |          |

## Grammaire

### Pronoms
Pronoms personnels :
- ày- « Je »
- ìr- « Tu »
- tàr- « Il, elle, ça »
- ùù- « Nous »
- úr- « Vous »
- tér- « Ils, elles »

Pronoms possessifs :
- àyíín án ànní — 'mon/ma/mes'
- ìríín ín ìnní — 'ton/ta/tes'
- tàríín tán tànní — 'son/sa/ses'
- ùùíín úún ùùní — 'notre/nos'
- úríín únn únní — 'votre/vos'
- téríín   ténn   ténní   — 'leur/leurs'

Pronoms démonstratifs :
- ìn : 'ceci'
- mán : 'cela'

### Noms
Les noms en nobiin sont pour la plupart composés de deux syllabes, mais il existe également des noms monosyllabiques ou beaucoup plus longs. Les noms peuvent être dérivés des adjectifs, des verbes, et d'autres noms en ajoutant différents suffixes. 
Le pluriel modifie également la prononciation du nom : un nom pluriel se prononcera avec un ton plus grave, en plus de se voir complété d'un des quatre suffixes pluriels. Deux de ces suffixes se prononcent avec un ton grave, les deux autres se prononcent suivant un ton aigu.
Le ton est indiqué en nobiin, quand il est écrit en alphabet latin, par la direction de l'accent : è (ton descendant, grave), é (ton montant, aigu).
- -ìì (grave) : féntí → fèntìì dattes
- -ncìì (grave) : àrréé → àrèèncìì chutes
- -ríí (aigu) : áádèm → ààdèmríí gens
- -gúú (aigu) : kúrsí → kùrsìgúú chaises

A priori, il n'y a pas de règle générale concernant les noms qui permette de dire si tel nom va prendre tel suffixe : c'est quelque chose qu'il faut connaître. Cependant, on remarque, par exemple, que les noms qui se terminent par -éé prennent généralement un pluriel en -ncìì (pluriel 2). 
Le genre d'un nom est exprimé lexicalement, parfois en utilisant un suffixe, mais plus souvent en faisant suivre le nom d'un qualificatif óndí (masculin) ou kàrréé (feminin) :
- íd homme / ìdéén femme
- tòòd garçon / búrú fille
- kàjkàrréé guenon / kàjnóndí singe

Il existe un mot intéressant à ce sujet : esclave. Nous avons en Nobiin òsshí (l'esclave homme) et òsshá (l'esclave femme), deux formes étonnamment proches l'une de l'autre. En ancien nubien, « esclave » est neutre et pluriel : oshonaeigou (esclaves).

## Géographie et démographie
Avant la construction du barrage d'Assouan, les Nobiin vivaient dans la vallée du Nil entre la troisième cataracte au sud et Korosko, aujourd'hui sous les eaux du lac Nasser, au nord. De nos jours, les locuteurs Nobiin vivent :
- Près de Kom Ombo, 40 km au nord d'Assouan, en Égypte
- De Wadi Halfa à Burgeg dans la wilaya d'Ach-Chamaliya dans le nord du Soudan
- À Halfa al Jadida dans la wilaya de Kassala au Soudan
- Au Caire et à Khartoum, cités égyptienne et soudanaise qui abritent de grandes communautés nobiines.

La quasi-totalité des Nobiin sont bilingues, parlant couramment l'arabe. C'est un état de fait remarqué dès 1819 par le voyageur Jean Louis Burckhardt dans son livre Voyages en Nubie. 
Le nobiin a été appelé mahas, mahas-fiadidja, et fiadicca par le passé. Le mahas et le fiadidja sont des autres dialectes proches du nobiin. Le nobiin n'est pas apparenté au ki-nubi.

## Histoire
Le nobiin est l'une des quelques langues d'Afrique ayant une histoire écrite que l'on peut suivre sur plus d'un millénaire. L'ancien nubien, préservé sous la forme d'une collection de quelques manuscrits, chrétiens en grande partie, et documentés en détail par Gerald Browne (1944-2004), est l'ancêtre direct du Nobiin. On a pu retrouver de nombreux manuscrits dans la Vallée du Nil, entre la première et la cinquième cataracte du fleuve, attestant de la présence nubienne au cours du premier millénaire. Deux dialectes proches du nobiin, le dongolawi et le kenzi, ont été situés dans la région. Les autres langues nubiennes se trouvent 500 km plus au sud, au Darfour et dans les montagnes.
Depuis le VIIe siècle, les Nobiin sont en concurrence avec les peuples arabes. L'influence de l'Égypte n'est pas non plus négligeable. La conversion de la Nubie à l'Islam après la chute des Royaumes Chrétiens changea profondément la langue et l'usage. Dans l'actuel arabe parlé au Soudan, on retrouve quelques dialectes parlés dans le Royaume de Sennar, dont le Nobiin.
Avec l'invasion ottomane au XVIe siècle, la langue subit des influences turques principalement.